# Taxodium huegelii
Taxodium huegelii là một loài thực vật hạt trần trong họ Cupressaceae. Loài này được C.Lawson mô tả khoa học đầu tiên năm 1851.